# Cercospora radiata
Cercospora radiata är en svampart som beskrevs av Sacc. 1865. Cercospora radiata ingår i släktet Cercospora och familjen Mycosphaerellaceae.   Inga underarter finns listade i Catalogue of Life.